# Sailors Don't Cry
Sailors Don't Cry is een Belgische film uit 1990 van Marc Didden over een driehoeksverhouding tussen een cafébazin, haar minnaar en haar echtgenoot die haar verlaten heeft en plots weer opduikt.
De hoofdrollen worden vertolkt door Hilde Van Mieghem, Josse De Pauw en Johan Leysen. De muziek is van Els Helewaut en Raymond van het Groenewoud.

## Rolverdeling
| Acteur            | Personage             |
| ----------------- | --------------------- |
| Hilde Van Mieghem | Hilde                 |
| Josse De Pauw     | Guy                   |
| Johan Leysen      | Pa Pol                |
| Din Meysmans      | Stijn                 |
| Hilde Wils        | Anna                  |
| Koen Theys        | matroos radiokamer    |
| Ludo Troch        | matroos Tezatomte     |
| Rudy Vandendaele  | vriend matroos        |
| Mieke Verdin      | non                   |
| Thomas Vervecken  | jongetje in internaat |